# Carlos Saavedra Lamas
Carlos Saavedra Lamas (1. listopadu 1878 Buenos Aires – 5. května 1959 Buenos Aires) byl argentinský akademik a politik, který se v roce 1936 stal prvním latinským Američanem, který získal Nobelovu cenu za mír.

## Biografie
Získal doktorát z práv na Univerzitě v Buenos Aires a začal učit právo a sociologii na Národní univerzitě La Plata.
Jako akademik se věnoval hlavně pracovnímu právu a je spojen s prvními roky existence Mezinárodní organizace práce (ILO). Jeho politická kariéra začala léta 1906; od roku 1908 po dvě období působil v argentinském parlamentu, kde se zajímal hlavně o zahraniční vztahy. V roce 1915 se stal ministrem spravedlnosti a vzdělání. Mezi lety 1932 a 1938 působil jako argentinský ministr zahraničí a zprostředkoval mírovou smlouvu, která ukončila válku o Gran Chaco. Nejen za to získal roku 1936 Nobelovu cenu za mír.